# 那由多の軌跡
『那由多の軌跡』（なゆたのきせき）は、日本ファルコムより2012年7月26日に発売されたPlayStation Portable専用ゲームソフト。

## 概要
「軌跡シリーズ」の1つで、シリーズでは初のアクションRPGとなっている。開発メンバーは同じ日本ファルコムの『ツヴァイ!!』シリーズのスタッフを中心に構成されており、同シリーズとのシステム的共通点も多い。ジャンルの変更は軌跡シリーズのユーザーの「戦闘に時間が掛かり過ぎる」という意見を受け、「軌跡シリーズのファンにスピード感や爽快感のあるアクションRPGを提供したい」という意向によるもの。また過去の「軌跡」作品とは世界観も一新されており、これは『空の軌跡』・『零の軌跡』・『碧の軌跡』と同じ世界観でやってきているからこその「制約」が出てきており、新しいチャレンジをしにくい部分があったためとしている。結果として従来の「軌跡」作品との共通要素は一部キャラクターが登場する程度に留まっており、そのためタイトルより「英雄伝説」の部分も外されている。
2021年6月24日にPlayStation 4用ソフトとして、グラフィックの高画質化と音響面の高音質化を施した『那由多の軌跡：改』が発売。同年12月11日には、NIS America配信のSteam版にて、日本語版のみ先行配信。(同社が展開する欧米版は、2023年発売予定。)
2022年5月26日にNintendo Switch用ソフトとして『那由多の軌跡 アド・アストラ』を発売。同タイトルは日本ファルコムのNintendo Switch参入第1弾タイトルにもなる。

## 世界設定
従来の軌跡シリーズとは異なり、ゼムリア大陸は登場しない。「過去に大きな災厄が起きた」という点も軌跡シリーズと共通するが、本作ではそれが「大洪水」となっており、起きた年代も異なる。
残され島
シエンシア海に浮かぶ小島で、主人公ナユタの故郷。大陸にある港町サンセリーゼからは船で半日近くを要する位置にある。気候は年間を通して温暖で、住民達の性格も温和。《星の欠片》と呼ばれる不思議な鉱石や遺跡が空から降ってくることでも知られ、大昔に起きた「大洪水」から取り残されたかのように存在しているところからこの名が付いた。
テラ
ナユタたちが住む世界では「ロストヘブン（失われし楽園）」と呼ばれている異世界。星の庭園のある島を中心に、それを取り巻くように位置する4つの大陸からなる。それぞれの大陸には四季が設定されており、季節によってステージの構造や魔獣の強さが変化する。本編開始時にはこの季節が異常な状態になっているが、ストーリーの進行によって正常な季節に戻したり、任意の季節に変更することも可能となる。
星の庭園
残され島と「転位門」と呼ばれる装置を介してつながっている場所。最奥には巨大な塔「ヘリオグラード」が、その内部には下記の4大陸の管理を行う巨大な機械「アストロラーベ」が存在する。
オルタピア
星の庭園の南西にある「密林の大陸」。当初の季節は春。
リズヴェルド
星の庭園の北西にある「深淵の大陸」。当初の季節は夏。
ハインメル
星の庭園の北東にある「霊峰の大陸」。当初の季節は冬。
ラ・ウォルグ
星の庭園の南東にある「原初の大陸」。当初の季節は秋。

## 用語
世界の果て
ナユタたちの住む世界では「世界には果てがある」と信じられている。果てに近い海域では太陽が見えないほどの猛烈な嵐が吹き荒れていて、それ以上は船を進めることができないと伝えられている。このため、残され島の住人たちを含めて人々の多くは「世界は平面である」「水平線が曲がって見えるのは目の錯覚である」と信じている。ナユタは数少ない例外で「自分たちを取り巻く世界は球体ではないか」と考えており、友人からは変人扱いされている。
星の欠片
残され島に数多く降る謎の鉱石。《星片観測機》という機械でさまざまな角度から光線を当てることで、この世のものとは思えない光景が映し出される。この作業には独特のコツを要するため、《星片観測士》という専門職も存在する。
ミトスの民
テラを創った一族。人間よりも何十倍も長命であり、《星の力》を利用して特殊な力を用いることもできる。

## ストーリー
広大な海に無数の島が連なる多島海「シエンシア海」の中央に浮かぶ平和な小島「残され島」。ここの出身であるナユタ・ハーシェルとその兄貴分シグナ・アルハゼンの2人は、島に住む同じ剣の師匠の元で修業に励み、優しい島の人々に囲まれながら育った。物語は別大陸の港町サンセリーぜの学校に通うナユタと同町の自警団に所属するシグナが故郷に帰省する船上の一幕から始まる。ナユタは空から降ってきて残され島によく落着する鉱石《星の欠片》から映し出される幻想的な世界「ロストヘブン（失われし楽園）」の発見を目指し、故郷にいる時と同じように船上でも天体観測を繰り返していた。
ナユタの夏休みにあわせて2人が帰省した日、空から巨大な遺跡の塔が突然島の近くの海岸付近に落下してくる。その塔の調査を行ったナユタたちが塔の最上階にたどり着いた時、そこには小さな妖精のような少女が倒れていた。そこに突然謎の空間から壮年の男と仮面を付けた剣士が現れる。そこからナユタ達はロストヘブンの秘密に関わっていくこととなる。

## 登場人物

### プレイヤーキャラクター
ナユタ・ハーシェル
声 - 水橋かおり
本作の主人公。15歳。残され島出身で、現在は大陸の港町サンセリーゼの学校で寄宿生活を送る。未知のものへの強い興味と好奇心を持ち、世界に秘められた謎を解き明かすために旅立つ。趣味は天体観測。自宅には天体望遠鏡があるほか、六分儀も携行している。
天文学者の父と星片観測士の母は、5年前に「世界の果てに《ロストヘブン》がある」と信じて船で旅に出たが、そのまま帰らず、姉のアーサを親代わりに育った。
武器は剣。作中では片手剣・両手剣の2種が存在する。
ノイ
声 - 茅野愛衣
妖精のような姿をした少女。物語の途中でナユタと出会い、それ以降パートナーとして冒険を手助けする。「マスターギア」という不可思議な物体を持っていたりと、その正体には謎の部分が多い。ある理由から「人間」という存在を恐れていたが、ナユタたちと行動を共にするにつれてその認識が変化し始める。
「四季魔法（アーツ）」と呼ばれる春夏秋冬の季節名を冠する4種の魔法を使用でき、物語が進行するにつれて多数の魔法を使用できるようになる。また物語を進めていくと「ギアクラフト」という特殊能力も使用できるようになり、本作ではナユタの武器攻撃と四季魔法・ギアクラフトを駆使して多数の仕掛けを解除しながらゲームを進めていくことになる。
装備品にはアーツの威力を上げるもの以外に、ナユタの状態異常を回避させたり、逆に魔獣に状態異常を付加するものも存在する。
『英雄伝説 閃の軌跡』では、キャラクターの部屋や露天の店先にぬいぐるみが並んでいるのを見ることが出来、また、ダウンロードコンテンツでキャラクターのアクセサリーとして装備させることもできる（装飾品以上の意味はないが、ノイのぬいぐるみには他にはない「まばたきをする動作」が組み込まれている）。

### 残され島
シグナ・アルハゼン
声 - 鈴村健一
ナユタの幼馴染。18歳。5年前に記憶をなくした状態で残され島にやってきた。現在は港町サンセリーゼの自警団に所属し、かつて島にいた頃はナユタと共にさまざまな依頼を請け負う“便利屋”をしていた。
魔獣を1人で倒してしまうほどの、天才的な剣技の持ち主。
ライラ・バートン
声 - 広橋涼
ナユタの幼馴染で、宿酒場「月見亭」の娘。ナユタに淡い思いを抱いているが、素直になれずツンケンしてしまう。さらにナユタと良い雰囲気になる度に何らかの邪魔が入ってしまい、自分の想いを彼に告白できずにいる。
アーサ・ハーシェル
声 - 桑島法子
ナユタの実姉。料理が得意であり、《星の欠片》を解析する《星片観測士》を生業としている。
オルバス・アルハゼン
声 - 東地宏樹
シエンシア海に名の知れ渡る剣士。《残され島》にやってきて以来、島の用心棒的な役割を担っている。ナユタとシグナの剣の師匠であり、シグナの養父でもある。
エイダ
声 - 照井春佳
父のコルンバと武器屋「流星工房」を営む女性。ライラの恋心に気づいており、彼女をからかうのが楽しみらしい。
サーシャ
声 - 森宗春佳
雑貨屋「サンセット」を経営する女性。ナユタを弟のように可愛がっている。アンティークドールが趣味で、ナユタは彼女が作る人形用の衣装をノイの装備として利用する。
ヴォランス博士
《残され島》の謎に魅せられ、大陸からやってきた学者。遺跡の研究を進めるために《博物館》を建設した。
研究員シーラム
声 - 名賀亜美
ヴォランス博士の助手の1人。コロンの双子の姉であり、博物館の受付も兼務している。可愛いものに目が無い。
研究員コロン
声 - 名賀亜美
ヴォランス博士の助手の1人。シーラムの双子の妹。人見知りで研究オタクなため､滅多に表には出てこない。

### テラ
クレハ・レム・オルディーン
声 - 竹達彩奈
《星の庭園》にある柩の中で永い眠りについていた、はかなげな雰囲気の少女。記憶が欠落している。
ゼクスト・ジ・キュリアス・ドミナドール
声 - 置鮎龍太郎
周囲を威圧する冷徹な空気をまとった謎の人物。ノイが所持していた「マスターギア」を追って、ナユタたちの目の前に姿を現す。
セラム・イル・オルディーン
声 - 鈴村健一
ゼクストと共に行動をしている謎の剣士。
各大陸の管理者
ノイ同様にミトスの民によって作られた存在。
仙翁ギオ
声 - 麻生智久
オルタピアの管理者。子供のような外見であるが、老人口調で話す。管理者たちのまとめ役を務めることが多い。
歌巫女エリスレット
声 - 沢城みゆき
リズヴェルドの管理者。名の通りの美しい歌声を持っている。性格は高飛車であるが、容姿はかわいらしく、アネゴ肌で面倒見が良い。ノイからは「エリス」と呼ばれる。
護王アルゴール
声 - 置鮎龍太郎
ハインメルの管理者。分厚い鎧で身を固めている。厳格な性格であるが、人嫌いというわけではない。大陸の管理者の中では最も高い戦闘力を持つ。
賢者ネメアス
声 - 相沢舞
ラ・ウォルグの管理者。ほかの管理者と比べると体は小さいが、聡明な賢者として知られる。

### その他
みっしぃ
「みししっ」という鳴き声が特徴のふしぎな生物で、そこそこ知能は高いらしい。希少生物のため滅多に見かけることがなく、その生態系は謎に包まれている。
ノイだけがその言語を解することができ、翻訳される話し方はぶっきらぼう。
キャラクター自体は『英雄伝説VII』からのスピンオフ出演であるが、本作では「謎の生物」として登場する。

## 主題歌
「那由多の星の物語」
歌：小寺可南子、演奏：jdkBAND

## 書籍・雑誌
- 『電撃PlayStation』vol.516-521
- 『那由多の軌跡 ザ・コンプリートガイド＋設定資料集』アスキー・メディアワークス、2012年。ISBN 978-4-04-886919-5。
- 小説：『那由多の軌跡』（星海社FICTIONS）著：土屋つかさ、イラスト：尾谷おさむ、発行：星海社 2013年8月19日刊　ISBN 978-4-06-138864-2

## 評価
『週刊ファミ通』のクロスレビューでは8点、8点、8点、8点でゴールド殿堂入り。
売上本数はメディアクリエイト調べによると発売から1週間でおよそ7万4千本で、週間ランキングは3位となっている。2012年単年での年間販売本数は11万本を越えた。